# Grani.ru
Ruský internetový deník (rus.: Грани.ру), který vychází od 14. prosince 2000. Publikuje články na podporu opozice a politických vězňů, ale také přehled a analýzu ruských a světových politických událostí. 
Název deníku je kopií názvu známého časopisu ruské emigrace Grani, který vydává Národní pracovní svaz ruských solidaristů (NTS – rus.: Народно-трудовой союз российских солидаристов) v Německu od roku 1946. Do roku 2005 byl majitelem internetového deníku Boris Berezovskij, poté se stal majitelem Leonid Něvzlin.

## Registrační údaje
Deník je registrován ve Federální agentuře pro tisk a hromadné sdělovací prostředky Ruské federace. Registrační osvědčení EI 77-4444 bylo vydáno 26. března 2001.
- Zakladatel deníku - Flavus s. r. o.
- Generální ředitel – Julia Berezovská (jmenovkyně Borise Berezovského).
- Šéfredaktor – Vladimír Korsunskij.

## Autoři
K autorům deníku Grani se řadí známí novináři, politologové a veřejní činitelé:
- Vladimir Abarinov (2005 -)
- Stanislav Bělkovskij (2007 - 2010)
- Natella Boltjanskaja (2005 - 2006)
- Jelena Bonnerová (2005 - 2006), (2008 - 2010)
- Alexander Goldfarb (2005, 2007, 2009, 2011)
- Galina Koževniková (2006 - 2010)
- Andrej Kolesnikov (2002 - 2007, 2009 - 2010)
- Roman Lejbov (2006 - 2008)
- Eduard Limonov (2005 - 2012)
- Ilja Milštejn (2002 - 2003, 2005 -)
- Nikolaj Mitrochin (2008 - 2010, 2012 -)
- Valeria Novodvorská (2005 - 2014)
- Alexander Osovcov (2005)
- Nikolaj Petrov (2005 -)
- Andrej Piontkovskij (2005 - 2011)
- Alexandr Podrabinek (2001 - 2003, 2011 - 2014)
- Vitalij Portnikov (2002, 2005 -)
- Lev Rubinštejn (2005 -)
- Nikolaj Ruděnskij (2001 - 2008, 2010 - 2013, 2015 -)
- Alexandr Skobov (2004, 2007 -)
- Boris Sokolov (2003 -)
- Marietta Čudakovová (2005 - 2007, 2009)
- Jekatěrina Šulman (2013 - 2014)
- Dmitrij Šušarin (2005 - 2006, 2008 - 2012)

## Novináři
- Dmitrij Borko – fotožurnalista
- Jevgenija Michejeva – fotožurnalistka
- Andrej Novičkov – videožurnalista
- Dmitrij Zykov – videožurnalista

## Financování
Internetový deník Grani má tři zdroje financování: 1. Grant Národního fondu pro demokracii (NED) (v r. 2013 grant činí 50 tisíc dolarů); 2. Příjmy z reklamy; 3. Sponzorské příspěvky čtenářů.
V souladu se zablokováním webové stránky v Rusku, které začalo platit 13. března 2014, se snížily příjmy z reklamy. Redakce se obrátila na své čtenáře s prosbou o podporu tím, že by koupili jeden ze čtyř sponzorských balíčků v hodnotě od 500 do 10 000 rublů. Koupí tohoto balíčku se čtenář dostane na čestný seznam s mnoha výhodami. Čtenáři, kteří si koupí balíček za 10 000 rublů, navždy dostávají status aktivního sponzora.

## Zablokování webové stránky z rozhodnutí Generální prokuratury Ruska
Od 13. března 2014 byl deník Grani na příkaz Generální prokuratury na území Ruska zablokován Federální službou pro dozor v oblasti telekomunikací, informačních technologií a masmédií (Roskomnadzor).
Deník Grani.ru pak poslal k Taganskému krajskému soudu Moskvy žalobu na Roskomnadzor kvůli zablokování webové stránky. V této žalobě chtěl, aby bylo rozhodnutí Roskomnadzoru přiznáno jako nezákonné a aby přestali překážet svobodě masmédií. Podle prokuratury nepřednesl Roskomnadzor konkrétní materiály, ve kterých by se vyskytoval nezákonný obsah. Mezitím zákon nařizuje Rozkomnadzoru ukázat na konkrétní webové stránky, které by poukazovaly na protiprávní jednání.
6. května 2014 zamítl Taganský soud v Moskvě žalobu Grani.ru na Generální prokuraturu Ruska a Roskomnadzor. U soudního jednání zástupce Generální prokuratury Ruska sdělil, že poté, co prostudovali veškerý obsah zablokované webové stránky, došli k závěru, že nepřípustné informace jsou obsaženy ve většině materiálů webu. Podle Damira Gainutdinova, zástupce Grani.ru a právního analytika asociace na ochranu práv Agora, prokuratura zdůraznila, že „nebudou a nemusí odůvodňovat své postupy“ a „zástupkyně Roskomnadzoru u soudu sdělila, že je nepřípustné pochybovat o závěrech zaměstnanců Generální prokuratury Ruska“. 
7. května 2014 spustila mezinárodní organizace na ochranu práv Amnesty International kampaň na podporu Grani a dalších webových stránek, které byly 13. března zablokovány. Ochránci práv vyzývali ostatní k odesílání protestních dopisů ruským mocenským orgánům. „Nezvolené a neomezené blokování celého webu a ne jen jednotlivých stránek s předpokládanými nezákonnými informacemi, znamená pozastavení činnosti veškerých masmédií. Dokonce pokud jste nikdy o Grani neslyšeli, osud tohoto webu se může stát osudem kteréhokoliv ruského internetového zdroje“, oznamuje ruské oddělení Amnesty International na svých stránkách na Facebooku. 
12. března 2015 v den Světového boje s internetovou cenzurou, spustila mezinárodní organizace Reportéři bez hranic kampaň Collateral Freedom (Záruka svobody), v rámci které byly vytvořeny mirrory (čes.: Zrcadla) devíti webů, zakázaných vládami 11 zemí. Technologie vznikla proto, aby vzdorovala cenzuře v Číně. Mirrory jsou umístěny na tak gigantických internetových serverech, jako jsou Amazon, Microsoft a Google, čímž je zablokování mirroru docela složité. Ze zakázaných ruských webových stránek je vybrán deník Grani.ru, který je teď v Rusku dostupný na adrese https://web.archive.org/web/20151127235553/https://gr1.global.ssl.fastly.net/. Organizace bude zabezpečovat chod mirrorů několik měsíců.